# NGC 6968
NGC 6968 is een elliptisch sterrenstelsel in het sterrenbeeld Waterman. Het hemelobject werd op 11 augustus 1883 ontdekt door de Franse astronoom Édouard Jean-Marie Stephan.

## Synoniemen
- MCG -2-53-6
- NPM1G -08.0539
- IRAS 20458-0829
- PGC 65428